# Copa del Món de Futbol 2010 - 3r i 4t lloc
En el partit de 3r i 4t lloc de la Copa del Món de Futbol 2010, realitzada a Sud-àfrica, participen els dos equips perdedors de la fase anterior de semifinals. El partit serà de 90 minuts. En cas de no haver-hi guanyador en el període regular, es realitzarà una pròrroga de 30 minuts i en cas que el partit es mantingués igualat, es llençarien lliures directes des del punt de penal.

## Uruguai vs. Alemanya
| Uruguai                 | 2 - 3 | Alemanya                              |
| ----------------------- | ----- | ------------------------------------- |
| Cavani 28' · Forlán 51' | Fitxa | Müller 19' · Jansen 56' · Khedira 82' |

| Uruguai | Alemanya |

| Uruguai:      |    |                     |     |     |
|               |    |                     |     |     |
|               | 1  | Fernando Muslera    |     |     |
|               | 2  | Diego Lugano (C)    |     |     |
|               | 3  | Diego Godín         |     |     |
|               | 4  | Jorge Fucile        |     |     |
|               | 7  | Edinson Cavani      | 28' | 88' |
|               | 9  | Luís Suárez         |     |     |
|               | 10 | Diego Forlán        | 51' |     |
|               | 15 | Diego Pérez         | 61' | 77' |
|               | 16 | Maximiliano Pereira |     |     |
|               | 17 | Egidio Arévalo      |     |     |
|               | 22 | Martín Cáceres      |     |     |
| Substituts:   |    |                     |     |     |
|               | 5  | Walter Gargano      | 77' |     |
|               | 6  | Mauricio Victorino  |     |     |
|               | 8  | Sebastián Eguren    |     |     |
|               | 11 | Álvaro Pereira      |     |     |
|               | 12 | Juan Castillo       |     |     |
|               | 13 | Sebastián Abreu     | 88' |     |
|               | 14 | Nicolás Lodeiro     |     |     |
|               | 18 | Ignacio González    |     |     |
|               | 19 | Andrés Scotti       |     |     |
|               | 20 | Álvaro Fernández    |     |     |
|               | 21 | Sebastián Fernández |     |     |
|               | 23 | Martín Silva        |     |     |
| Entrenador:   |    |                     |     |     |
| Óscar Tabárez |    |                     |     |     |

| Alemanya:   |    |                            |       |     |
|             |    |                            |       |     |
|             | 22 | Hans Joerg Butt            |       |     |
|             | 2  | Marcell Jansen             | 56'   | 81' |
|             | 3  | Arne Friedrich             | 90+2' |     |
|             | 4  | Dennis Aogo                | 5'    |     |
|             | 6  | Sami Khedira               | 82'   |     |
|             | 7  | Bastian Schweinsteiger (C) |       |     |
|             | 8  | Mesut Özil                 | 90+1' |     |
|             | 13 | Thomas Müller              | 19'   |     |
|             | 17 | Per Mertesacker            |       |     |
|             | 19 | Cacau                      | 7'    | 73' |
|             | 20 | Jerome Boateng             |       |     |
| Substituts: |    |                            |       |     |
|             | 1  | Manuel Neuer               |       |     |
|             | 5  | Serdar Tasci               | 90+1' |     |
|             | 9  | Stefan Kiessling           | 73'   |     |
|             | 10 | Lukas Podolski             |       |     |
|             | 11 | Miroslav Klose             |       |     |
|             | 12 | Tim Wiese                  |       |     |
|             | 14 | Holger Badstuber           |       |     |
|             | 15 | Piotr Trochowski           |       |     |
|             | 16 | Philipp Lahm               |       |     |
|             | 18 | Toni Kroos                 | 81'   |     |
|             | 21 | Marko Marin                |       |     |
|             | 23 | Mario Gomez                |       |     |
| Entrenador: |    |                            |       |     |
| Joachim Löw |    |                            |       |     |

| Àrbitres assistents: · Héctor Vergara · César Torrentera · Quart àrbitre: · Marco Rodríguez |